# 鹿沼警察署

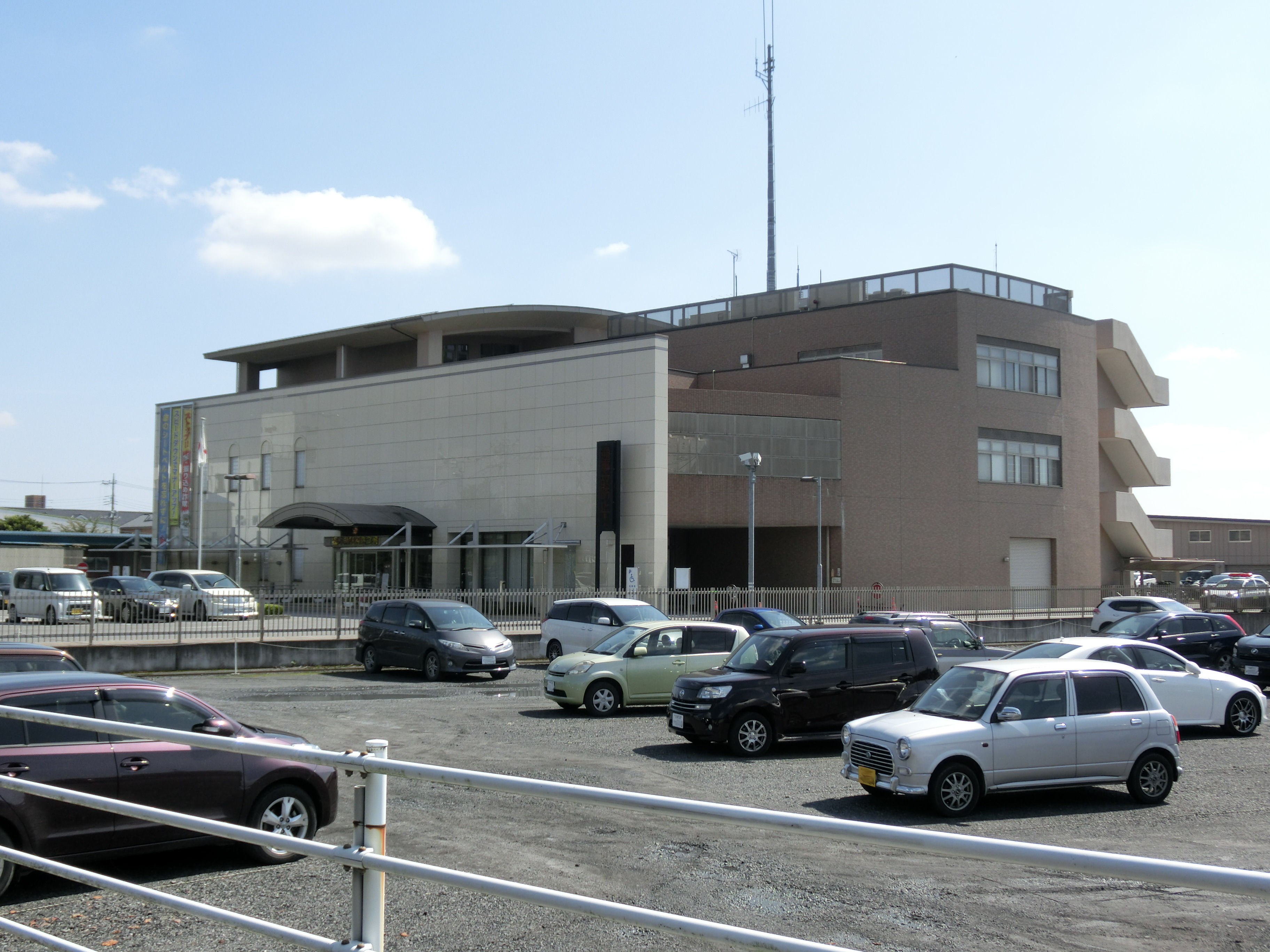
鹿沼警察署

鹿沼警察署（かぬまけいさつしょ）は、栃木県鹿沼市上殿町にある栃木県警察が管轄する警察署。

## 所在地
- 栃木県鹿沼市上殿町1000番地5

## 管轄区域
- 鹿沼市

## 沿革
- 1877年（明治10年） - 栃木警察署鹿沼分署として設置
- 1880年（明治13年） - 鹿沼警察署となる
- 1954年（昭和29年） - 警察法改正により、栃木県鹿沼警察署に改称
- 2003年（平成15年） - 現在地に新築・移転

## 交番・駐在所
鹿沼
- 久保町交番（鹿沼市久保町1696番地1）
- 上野町交番（鹿沼市上野町342番地3）

菊沢
- 見野駐在所（鹿沼市見野1151番地1）

北犬飼
- 茂呂交番（鹿沼市茂呂1362番地7）

北押原・南押原
- 上殿駐在所（鹿沼市上殿町59番地6）
- 樅山駐在所（鹿沼市樅山町46番地12）
- 南押原駐在所（鹿沼市磯町265番地4）

南摩・加蘇
- 西沢駐在所（鹿沼市西沢305番地13）
- 加園駐在所（鹿沼市加園1287番地1）

東大芦・西大芦
- 上日向駐在所（鹿沼市上日向35番地2）
- 西大芦駐在所（鹿沼市上大久保67番地1）

板荷
- 板荷駐在所（鹿沼市板荷2997番地11）

粟野
- 口粟野駐在所（鹿沼市口粟野816番地1）
- 清洲駐在所（鹿沼市大字深程473番地1）
- 粕尾駐在所（鹿沼市下粕尾1301番地5）
- 永野駐在所（鹿沼市下永野1185番地3）